# Räuberhände (Film)
Räuberhände ist ein Filmdrama von İlker Çatak, das am 2. September 2021 in die deutschen Kinos kam. Der Film basiert auf dem gleichnamigen Roman von Finn-Ole Heinrich.

## Handlung
Janik und Samuel sind beste Freunde und machen gerade ihr Abitur. Die beiden Jungen haben einen sehr unterschiedlichen familiären Hintergrund. Während sich Janik an seinen liberalen Vorzeige-Eltern abarbeitet, kommt Samuel aus zerrütteten Verhältnissen. Über seine alkoholkranke Mutter würde er am liebsten gar nicht reden, und von seinem Vater weiß er nur, dass er wahrscheinlich aus der Türkei stammt. Janik sehnt sich nach Chaos, Samuel nach Ordnung.
In ihrer gemeinsamen Gartenlaube schmieden die Jungs Zukunftspläne. Nachdem sie das Abi in der Tasche haben, wollen sie einen Roadtrip nach Istanbul machen, wo Samuels Vater leben soll. Die Reise verläuft jedoch nicht ganz so wie geplant und wird zur Zerreißprobe für die Freundschaft der Jungs.

## Produktion

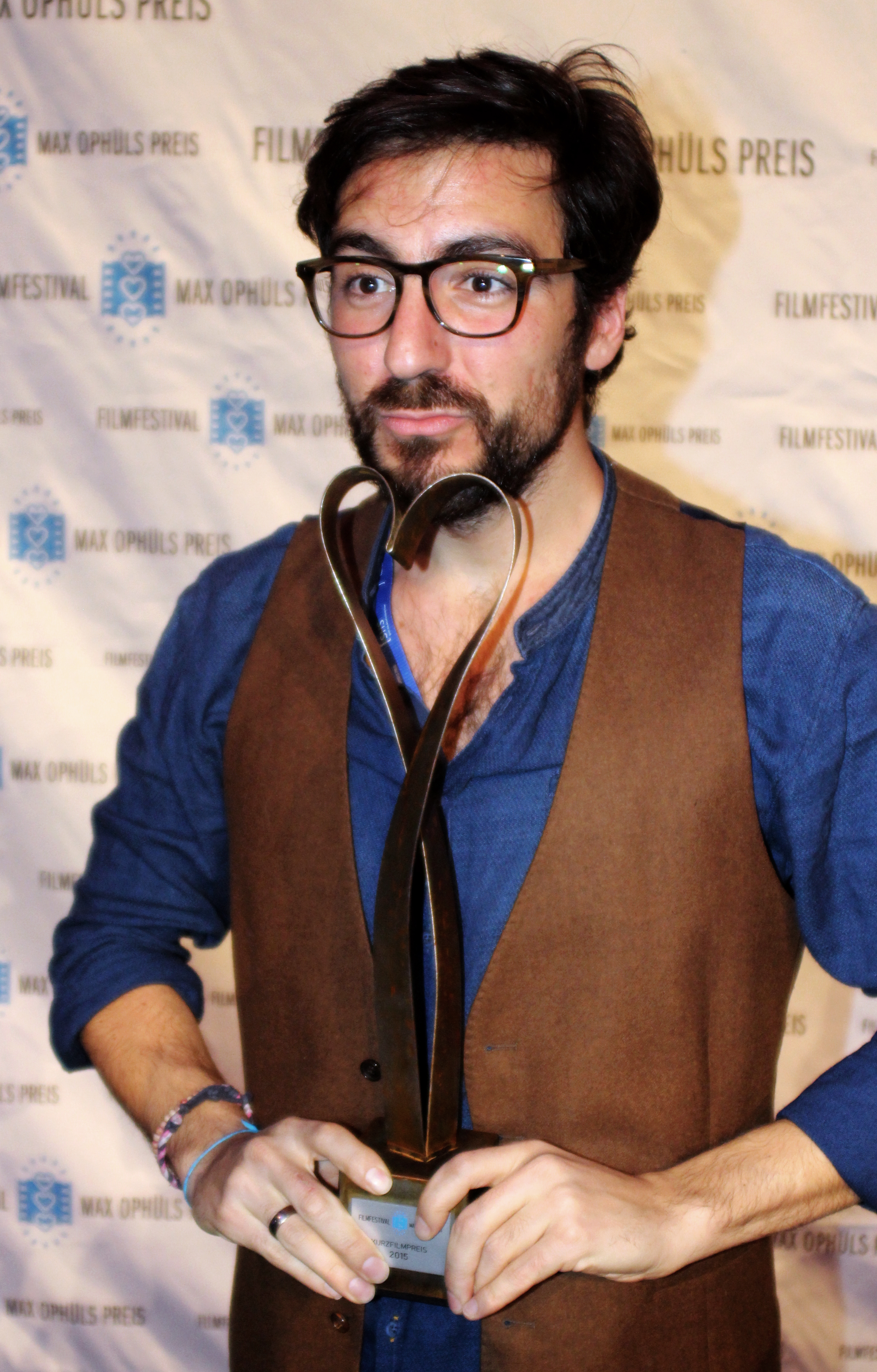
Regisseur İlker Çatak

Räuberhände basiert auf dem gleichnamigen Roman von Finn-Ole Heinrich, der diesen gemeinsam mit Gabriele Simon auch für den Film adaptierte. Das im mairisch Verlag veröffentlichte Buch avancierte nach seiner Erstveröffentlichung 2007 zum Bestseller, gilt heute in vielen deutschen Schulen als Pflichtlektüre und wurde in seiner Bühnenfassung am Hamburger Thalia Theater bereits über 100-mal aufgeführt.
Regie führte Ilker Çatak. Der in Berlin geborene Regisseur lebte acht prägende Jahre lang bis zu seinem 20. Lebensjahr in Istanbul und kehrte zum Filmstudium nach Berlin und Hamburg zurück. „Als ich Finn-Ole Heinrichs Roman Räuberhände das erste Mal gelesen habe, wusste ich auf Anhieb, dass ich diesen Stoff machen muss“, so der Regisseur. Dies habe auch damit zu tun gehabt, dass er das Buch gelesen hatte, als er gerade einen Kurzfilm drehte, der eine ähnliche Mutter-Kind-Beziehung behandelte, wie sie Irene und Samuel führen. Istanbul beschreibt Çatak als einen Sehnsuchtsort, dies sei die Stadt schon immer gewesen. Doch Istanbul könne auch anstrengen: „Die Stadt kann einen in den Wahnsinn treiben. Acht Jahre lang habe ich dort gelebt, von zwölf bis zwanzig, zu einer Zeit, in der Istanbul noch anders war: zur Jahrtausendwende herrschte dort eine andere Stimmung als heute. Es war liberal, westlich, und wir fühlten den Aufbruch. Es war eine Zeit wie sie auch Janik und Samuel erleben.“
Der Film verzichtet auf die verschachtelte Erzählstruktur des Romans. Çatak entschlackte zudem die Vorlage zugunsten eines geradlinigen Aufbaus, der Tempo und Action begünstigt.
Während Emil von Schönfels bereits in mehreren Serien und Filmen mitwirkte, so in Sputnik von Markus Dietrich aus dem Jahr 2013 oder Timm Thaler oder Das verkaufte Lachen von Andreas Dresen aus dem Jahr 2017, gibt Mekyas Mulugeta in der Rolle von Samuel sein Debüt als Filmschauspieler.
Die Dreharbeiten fanden im Sommer 2019 in Karlsruhe und Umgebung sowie in Istanbul statt. Als Kamerafrau fungierte Judith Kaufmann.
Die Weltpremiere fand im April 2021 beim online stattfindenden Lichter Filmfest statt, hier wurde der Film jedoch ausschließlich Juroren vorgestellt. Die Premiere mit Publikumsbeteiligung erfolgte im Juni 2021 beim Kindermedienfestival Goldener Spatz. Am 2. September 2021 kam der Film in die deutschen Kinos. Im September 2021 wurde er auch beim Prague International Film Festival gezeigt.

## Rezeption

### Altersfreigabe
In Deutschland wurde der Film von der FSK ab 16 Jahren freigegeben. Als Gründe werden dort eine Sexszene genannt, die zwar recht deutlich bebildert ist, sich aber in einem Rahmen dessen bewege, was Zuschauer ab 16 Jahren nicht überfordert, und der regelmäßige Konsum weicher Drogen. Peter Gutting bemerkt auf programmkino.de, der Website der Gilde deutscher Filmkunsttheater, ein geradliniger Aufbau, das Tempo und die Action machten die Literaturverfilmung besonders für Jugendliche attraktiv, aber auch für Kinder. Da in der Geschichte aber auch Themen wie Migration, Identität und Familienstrukturen mitschwingen, funktioniere das Sommerabenteuer ebenso für Erwachsene.

### Einsatz im Unterricht

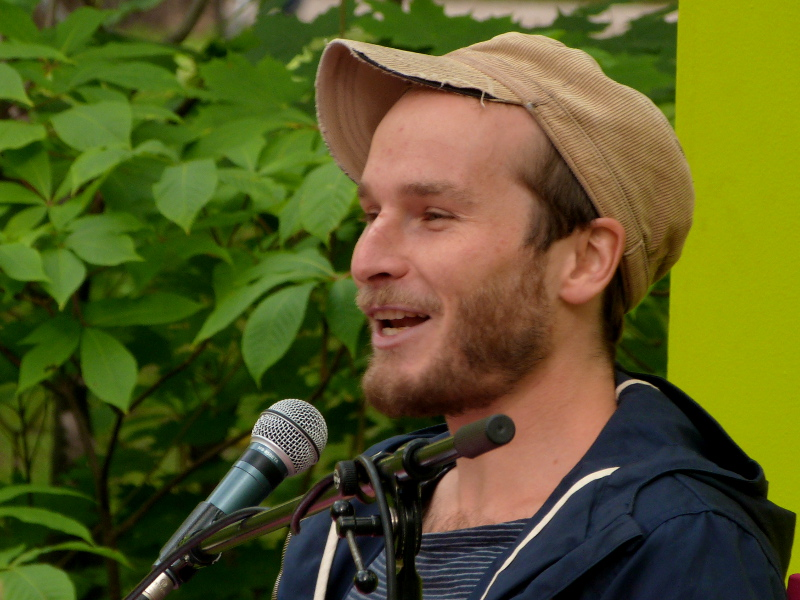
Der Film basiert auf dem gleichnamigen Roman von Finn-Ole Heinrich

Das Onlineportal kinofenster.de empfiehlt Räuberhände ab der 11. Klasse für die Unterrichtsfächer Deutsch, Ethik und Religion und bietet Materialien zum Film für den Unterricht. Stefan Stiletto schreibt dort, die Adaption des gleichnamigen Jugendromans von Finn-Ole Heinrich fange stimmungsvoll die Übergangszeit nach der Schule ein, in der die Weichen neu gestellt werden und der Abschied vom Elternhaus ein zentrales Thema ist. Das lasse sich gut als Einstieg für ein Unterrichtsgespräch verwenden, insbesondere mit Jugendlichen, die sich wie die Filmfiguren kurz vor dem Schulabschluss in einer ähnlichen Lebensphase befinden. Dabei könne in lebenskundlichen Fächern besprochen werden, wie die Schüler diese Umbruchsphase selbst wahrnehmen und inwieweit es dem Film gelingt, diese in treffende Bilder zu fassen. Im Herbst 2021 wurde der Film im Rahmen der SchulKinoWochen gezeigt, unter anderem in Berlin.

### Auszeichnungen
Im Mai 2021 wurde Räuberhände in die Vorauswahl für den Deutschen Filmpreis aufgenommen. Im Folgenden weitere Nominierungen und Auszeichnungen.
Bayerischer Filmpreis 2022
- Auszeichnung als Bester Nachwuchsdarsteller (Emil von Schönfels)
- Auszeichnung als Bester Nachwuchsdarsteller (Mekyas Mulugeta)[16]

Fünf Seen Filmfestival 2021
- Nominierung für den Publikumspreis (İlker Çatak)[17]

Lichter Filmfest 2021
- Nominierung im regionalen Langfilmwettbewerb (Ilker Çatak)

New Faces Awards 2021
- Nominierung als Bester Nachwuchsschauspieler (Emil von Schönfels)
- Nominierung als Bester Nachwuchsschauspieler (Mekyas Mulugeta)

Thomas Strittmatter Preis 2018
- Auszeichnung für das Beste Drehbuch (Finn-Ole Heinrich und Gabriele Simon)